# Alexandru Iacobescu
Alexandru Iacobescu (1. prosince 1875 Segarcea, župa Teleorman – 1945 Bukurešť) byl rumunský prozaik, básník a překladatel, z češtiny překládal Otokara Březinu.
Jeho rodiče Fira a Matei Iacob byli rolníci. Rodina se přestěhovala do Craiovy a Alexandru tam od roku 1889 studoval gymnázium Carola I. Po jeho absolvování byl jmenován ředitelem knihovny nadace Aman, kde pracoval až do svého odchodu do důchodu v roce 1935.
Jako prozaik debutoval roku 1912 v týdeníku Fulgerul Doljului. S Marcelem Romanescem založil v Craiově v roce 1914 časopis Viața literară, který vycházel pouhé dva roky. V letech 1920–1927 působil jako redakční tajemník časopisu Ramuri. Spolupracoval s celou řadou literárních časopisů, ale nejvíce v letech 1914-1943 s časopisem Ramuri, kde vydával básně, prózu, recenze a jiné články. Podepisoval se svým jménem nebo pseudonymy: Daniel Aramă, Ion Aramă, Theofil Roman a Pantagruel. V roce 1940 redigoval s Alexandrem Colorianem svazek posmrtných básní (Poezii postume) nejvýznamnějšího rumunského básníka Mihaie Eminesca, jejichž vydání vyvolalo velký ohlas.
Jeho poezie se řadí do kategorie popisné a elegické lyriky. Ve sbírkách do roku 1930 se tematicky zabývá řecko-latinskou mytologií nebo rumunskou historií, ale nevybočuje z tradičních schémat, nepřináší žádný vlastní pohled či interpretaci. Básnické metafory často sklouzávají k banalitě kvůli přehnané lexikální zdobnosti. V prózách využívá autor podobné postupy jako v poezii, nad průměr vynikají svou atmosférou pouze povídky z války. Historický román Moartea zimbrului (1944) se odehrává ve 14. století a je rozšířením pověsti o založení Moldavska. Iacobescovu tvorbu doplňuje próza pro děti, které se věnoval ve 40. letech.
Do rumunštiny přetlumočil celou řadu světových autorů: V. Hugo, G. Leopardi, Cervantes, F. M. Dostojevskij, Al. Dumas, W. Scott, Ch. Dickens, M. Pravost, E. Zola, P. Lo-ti, J. Lemaître, I. Bunin, G. Sand, J. London, J. Kessel, F. Cooper, P. Benoit, J.O. Curwood, L. Raymont, R. Malzeroy, H. Allen a další.

## Díla
- Balade, Craiova, 1919; (Balady)
- Sub zidurile Troiei, Craiova, 1920; (U zdí Troji)
- Umbre peste ape, versuri, Craiova, 1923; (Stíny na vodě)
- Cosânzeana, versuri, Craiova, 1924; (Kouzelná víla)
- Icoane si priveliști, proza. Arad, 1926; (Ikony a krajiny)
- Elegii si poeme, Craiova, 1928; (Elegie a básně)
- Lauri si purpură, versuri, Craiova, 1929; (Vavříny a purpura)
- Chipuri de bronz, Craiova, 1930; (Bronzové tváře)
- Icoane din Bosfor, proza, Craiova, 1932; (Ikony z Bosporu)
- Pulberi înstelate, Craiova, 1935; (Prach plný hvězd)
- Ursul cu laba-ntoarsă, București, 1939; (Medvěd s otočenou tlapkou)
- Vraja, București, 1939; (Kouzlo)
- Maiestății Sale, Regelui, București, 1940; (Jeho Výsosti, králi)
- Dracul păcălit, povești, București, 1941; (Podvedený čert)
- Comoara de sub stâncă, București, 1942; (Poklad pod skalou)
- Moartea zimbrului, roman, București, 1944; (Zubrova smrt)
- Fântâna fermecată, povesti, București, 1945; (Kouzelná studánka)
- Poeme, București, f.a.; (Básně)
- Sonete,București, f.a. (Sonety)

### Překlady
- Victor Hugo, Frunze de toamnă, Bucureşti, 1916;
- Pierre Loti, Spre trecutul mort, Bucureşti, 1916;
- Jules Lemaitre, Sofia de Montcernay şi alte nuvele, Bucureşti, 1916;
- Balzac, Prăvălia „La mâţa cu mingea", Bucureşti, 1917;
- Giacomo Leopardi, Poeme, Craiova, 1918;
- Ladislas Raymont, Povestiri, Bucureşti, 1918;
- Al. Dumas, Othon Arcaşul, Bucureşti, 1919, După douăzeci de ani, Bucureşti, 1936, Vicontele de Bragelonne, Bucureşti, 1942, Laleaua neagră, Bucureşti, f.a.;
- Walter Scott, Oglinda mătuşei Margareta, Bucureşti, 1919, Richard Inimă de Leu, Bucureşti, 1941, Lucia de Lamermoor, 1943, Waverley, Bucureşti, 1944, Cavalerul crucii, Bucureşti, 1945, Talismanul, Bucureşti, 1958 (în colaborare cu Al. Ştefănescu-Medeleni);
- Charles Dickens, Şi lacrimile curgeau, Bucureşti, 1920, Povestiri de Crăciun, Bucureşti, 1945;
- Emile Zola, Madeleine Ferat, Bucureşti, 1924, Visul, Bucureşti, 1928, Otrava, L-II, Bucureşti, 1929;
- George Sand, El şi ea, Bucureşti, 1926, Ultima dragoste, Bucureşti, 1930, Cora, Bucureşti, f.a.;
- Ivan Bunin, Potirul vieţii, Bucureşti, 1928;
- Joseph Kessel, Nopţi princiare, Bucureşti, 1928;
- F.M. Dostoievski, Umiliţi şi ofensaţi, Bucureşti, 1930, Casa morţilor, Bucureşti, 1944;
- Jack London, Martin Eden, I-II, Bucureşti, 1931;
- Otokar Březina, Prolog – Noapte de primăvară – Regii visărilor – Vânturi pornind dinspre poli – Mama – De-asupra focurilor vii şi peste ape – Ruga dimineţii – Cântec întru mărirea soarelui, a apelor şi a focului – Întâlnire mută – Povestea tainicei greşeli. 1933
- Cervantes, Don Quijote, I-II, Bucureşti, 1936;
- Fenimore Cooper, Corsarul roşu, Bucureşti, 1937, Pilotul, Bucureşti, 1938;
- Andre Maurois, Instinctul fericirii, Bucureşti, 1938;
- Andreas Latzko, Lafayette4, Bucureşti, 1939;
- H. Sienkiewicz, Quo Vadis, I-II, Bucureşti, 1939, Prin foc şi sabie, Bucureşti, 1940, Potopul, Bucureşti, 1941, Neamul Polaniecki, Bucureşti, 1942, Pan Wolodiowski, Bucureşti, 1942;
- Fraţii Grimm, Cenuşăreasa şi alte poveşti, Bucureşti, 1940;
- Hervey Alien, Antonio Adverso, I-II, Bucureşti, 1941;
- H.C. Andersen, Soldatul de plumb, Bucureşti, 1941;
- Alessandro Manzoni, Logodnicii, Bucureşti, 1941;
- Van der Meersch, Maxence. Karelina, Bucureşti, 1942;
- A. D'Ennery, Două orfeline, prefaţă de Tudor Arghezi, Bucureşti, 1943;
- Henry Fielding, Tom Jones, I-II, Bucureşti, 1943;
- Pierre Benoit, Deşertul Gobi, Bucureşti, 1944;
- E.B. Lytton, Vâltoarea, Bucureşti, 1945;
- Karl May, Valea Morţii, Bucureşti, 1947;
- James Oliver Curwood, Capcana de aur, Bucureşti, f.a.;
- Goethe, Stella, Bucureşti, f.a.